# Panje

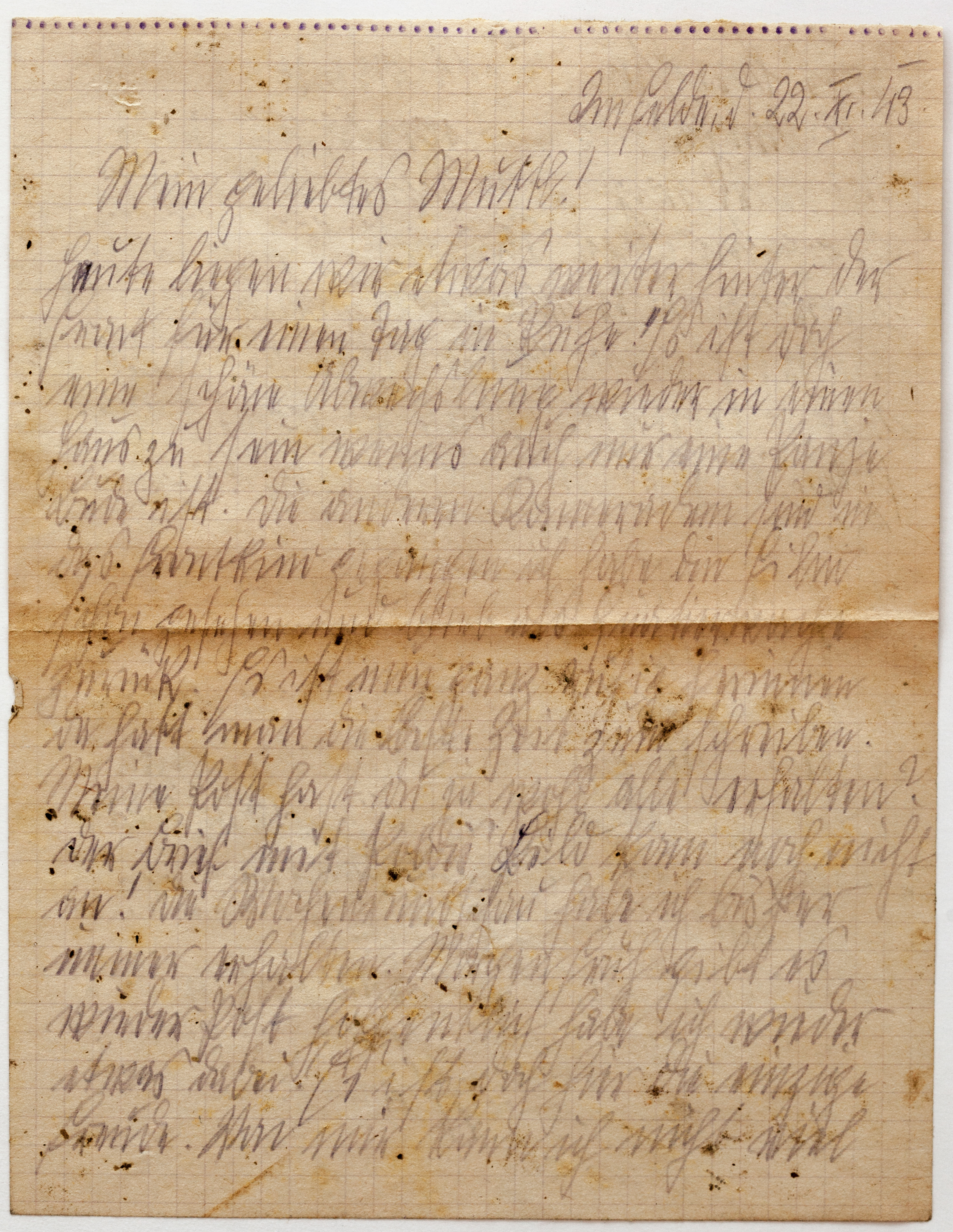
Feldbrief von Hans Koch: „Es ist doch eine schöne Abwechslung wieder in einen Haus zu sein wenns auch nur eine Panje Bude ist.“

Panje ist im Polnischen wie im Russischen der Vokativ bzw. das Diminutiv zu pan, d. h. der Herr. Es kommt aus der Soldatensprache des Ersten wie auch des Zweiten Weltkrieges. Als die deutschen Soldaten mit der Bevölkerung in Polen und Russland zusammentrafen, hat diese in fast jedem Satz das Wort Panje angefügt. Daher übertrugen die Soldaten das Wort auf die Sprecher. So bedeutet bis heute im Deutschen Panje so viel wie polnischer oder russischer Bauer, aber auch russischer Soldat.

„Plötzlich sah ich einen ‚Panje‘, wie die polnischen Bauern allgemein genannt werden. Das Wort heißt eigentlich ‚Herr‘ und war von unseren Soldaten von den Bauern übernommen worden. Immer wenn sie verwundet waren, oder sich ergeben wollten, riefen sie wehklagend oder winselnd: ‚Panje, Panje!‘ Und das Wort ging dann auf die ganze Bevölkerung über. Nicht nur der russische Soldat wurde ‚Russki‘ oder ‚Panje‘ genannt - (z. B. ‚gestern wollte der Panje angreifen‘) auch alles was damit zusammenhing, wurde so getauft. Also Panjehäuser, Panjepferde, Panjewagen, Panjekinder, Panjemädchen und so weiter.“

 Nachgestellt wurde diese Irritation in dem Weltkriegsroman „Der Junge, der seinen Geburtstag vergaß“ von Rudolf Frank.

## Verhör von Jan Kubitzki
„Wie heißt Du?“

„Jan, Panje!“

„Jan Panje?“ wiederholte der Oberstleutnant, „komischer Name.“

„Nein, Panje“, versetzte Jan, „ich heiße Jan, Panje“

„Also das kapiere‘ ich nicht. Du heißt nicht Jan Panje und heißt Jan Panje. Nun mal raus mit der Sprache. Vorname?“ 

„Jan, Panje“

„Also Jan, den Panje schenke ich dir. Und dein Nachname?“

„Kubitzki, Panje“

„Also wenn du noch mal Panje zu mir sagst, dann – ! Sag meintwegen Onkel zu mir.“